# Thomas Tryon
Thomas Tryon (Hartford, Connecticut, 14 de janeiro de 1926 - Los Angeles, 4 de setembro de 1991) foi um escritor norte-americano. Seus primeiros estudos foram feitos numa das mais velhas cidades de Connecticut, que depois serviria de cenário para suas histórias.

## Biografia
Alistado na Marinha, esteve na guerra por três anos (1944-1946), servindo ao sul do Pacífico como especialista em rádio.
Ao regressar, graduou-se em artes na Universidade de Yale e trabalhou em teatro como ajudante de cenografia. Foi, por um curto período, ator coadjuvante em peças de radioteatro. Durante um estágio no interior, inesperadamente foi chamado a fazer um papel na peça de Bernard Shaw "César e Cleópatra". Aconselhado pela atriz Getrude Lawrence, retomou um curso de interpretação em Nova Iorque. Em conseqüência, foi para a Broadway (1952) e depois para Hollywood (1954).
Os pequenos e inexpressivos papéis só melhoraram quando interpretou, para os estúdios de Walt Disney, uma personagem histórica americana na série de televisão "Texas John Slaughter". Após outro papel de destaque no filme "O cardeal", de Otto Preminger (1963), apareceu em famosas séries como "O homem de Virgínia" e "Big valley".
Foi em 1968 que Thomas Tryon desistiu de representar e resolveu dedicar-se à literatura, tomando como modelo do que pretendia a famosa história de Ira Levin, "O bebê de Rosemary".

## Livros
- "O outro" (1971);
- "As possuídas do diabo" ("Harvest Home");
- "Lady" (1975);
- "Crowned heads" (1976).